# Lithophane adipel
Lithophane adipel là một loài bướm đêm thuộc họ Noctuidae. Loài này có ở từ đông nam Hoa Kỳ phía bắc đến Canada, từ các tỉnh biển và các bang đông bắc qua phía tây đến trung bộ Alberta. Tại Alberta, nó chỉ được tìm thấy ở Redwater sands. Một số tác giả xem nó là phân loài của Lithophane lepida.
Sải cánh dài khoảng 42 mm.